# Shoah-Mahnmal (Herne)

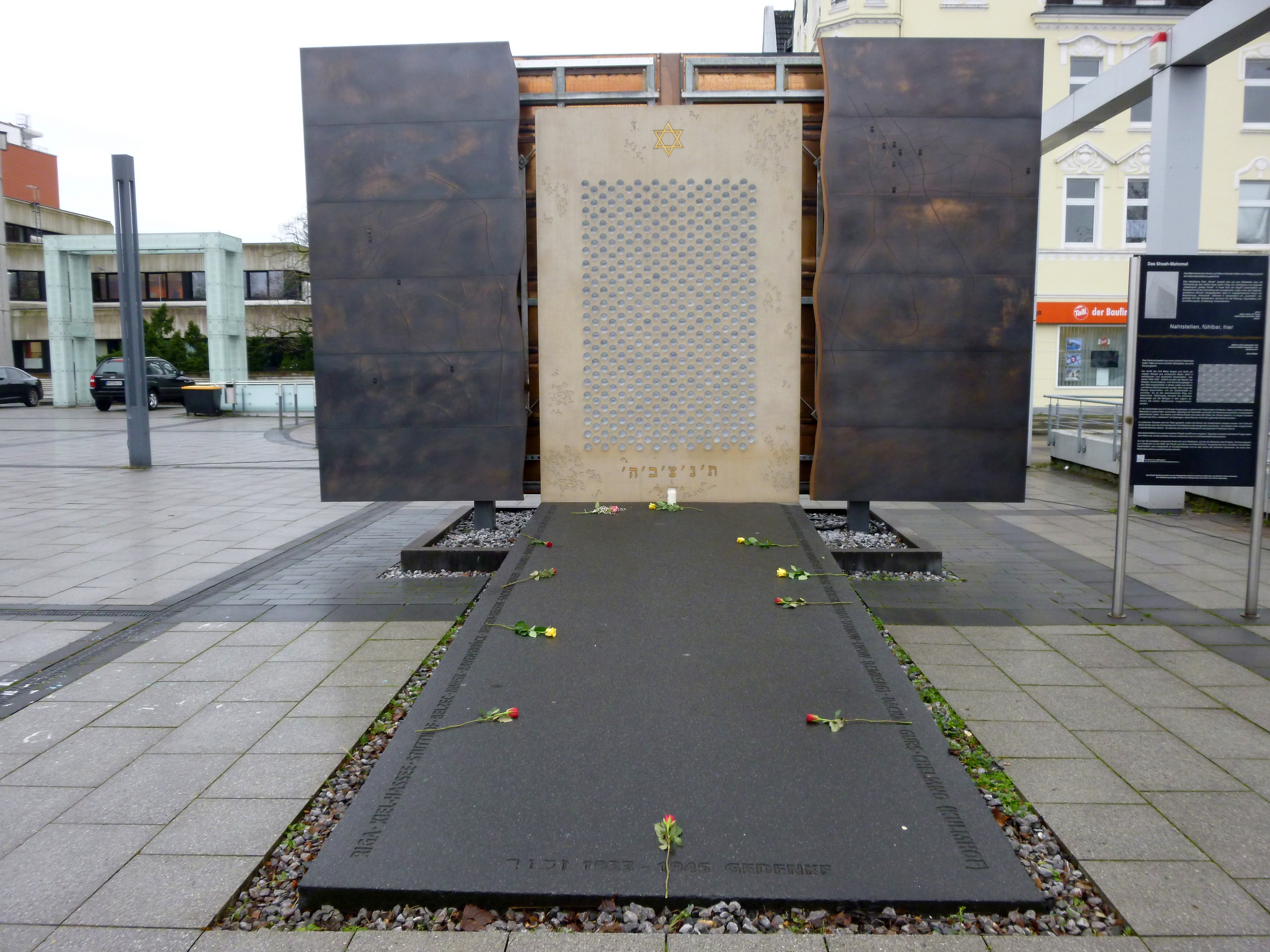
Shoah-Mahnmal, 2023

Das Shoah-Mahnmal in Herne ist eine zentrale Gedenkstätte für die während der Zeit des Nationalsozialismus verfolgten, deportierten und ermordeten Juden aus Herne und Wanne-Eickel.

## Entstehungsgeschichte

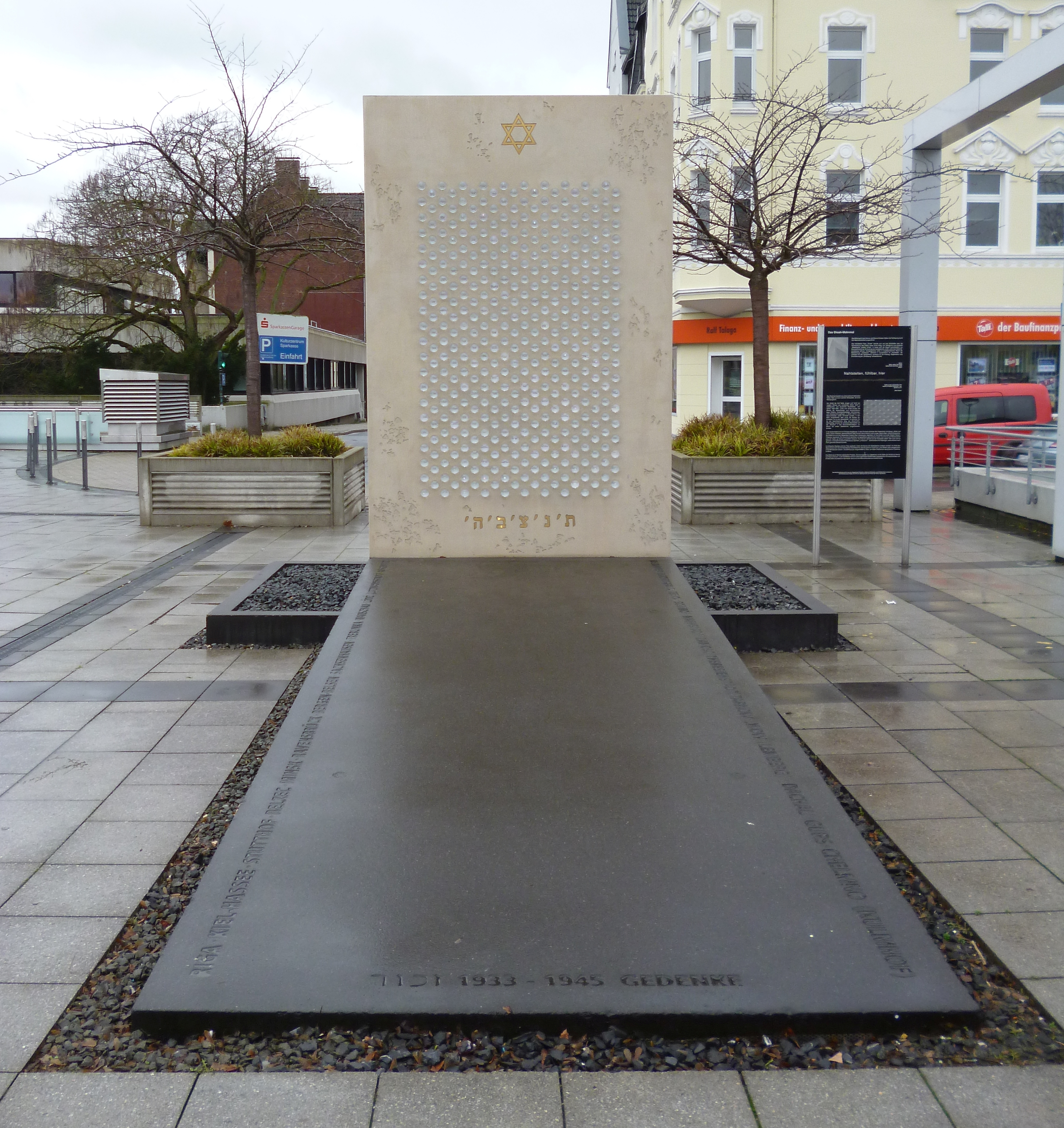
Mahnmal, 2019

In einem Beschluss vom 13. Juli 2004 sprach der Rat der Stadt Herne sich „für die Schaffung von Erinnerungsorten aus, an denen der Opfer der Shoah aus Herne und Wanne-Eickel gedacht wird“.:4,7,17 In Folge wurden von 2004 bis 2008 zehn dezentrale Gedenktafeln zur Geschichte des jüdischen Lebens in Herne und Wanne-Eickel aufgestellt.:17 Im Januar 2008 schrieb die Stadt Herne einen bundesweiten Ideenwettbewerb für das Mahnmal aus. Einzige Vorgabe war die Einbindung der Namen der über 400 Opfer aus Herne und Wanne-Eickel. Von den eingereichten 29 Entwürfen wählte eine siebenköpfige Jury drei aus.
Am 23. September 2008 wählte der Rat der Stadt Herne in geheimer Abstimmung den Entwurf der Industriedesigner Gabriele Graffunder und Winfried Venne (G&V Design). Die Realisierungskosten von etwa 90.000 € wurden von der Stiftung Kunst und Kultur der Herner Sparkasse übernommen.:8,14 Am 29. Januar 2010 wurde auf dem Willi-Pohlmann-Platz in Herne das Denkmal eingeweiht. Auf Einladung der Stadt Herne nahmen ehemalige jüdische Mitbürgerinnen und Mitbürger an der Zeremonie teil. Charlotte Knobloch, damalige Präsidentin des Zentralrats der Juden in Deutschland,  sprach das Grußwort.

## Das Mahnmal
Das 6,5 m lange, 3,25 m breite und 3,5 m hohe Mahnmal mit sondergefertigten Glas-Okularen in einer Betontafel steht auf dem Willi-Pohlmann-Platz zwischen dem Gebäude der Herner Sparkasse und dem Kulturzentrum Herne. Eine dunkle anthrazitfarbene begehbare rampenähnlich aufsteigende Betonplatte führt zu einer aufrecht stehenden 9 cm dünnen hellen Gedenktafel aus gelblich eingefärbtem Faserbeton mit Edelstahlbewehrung, an deren Kopf ein goldener Davidstern eingelassen ist.

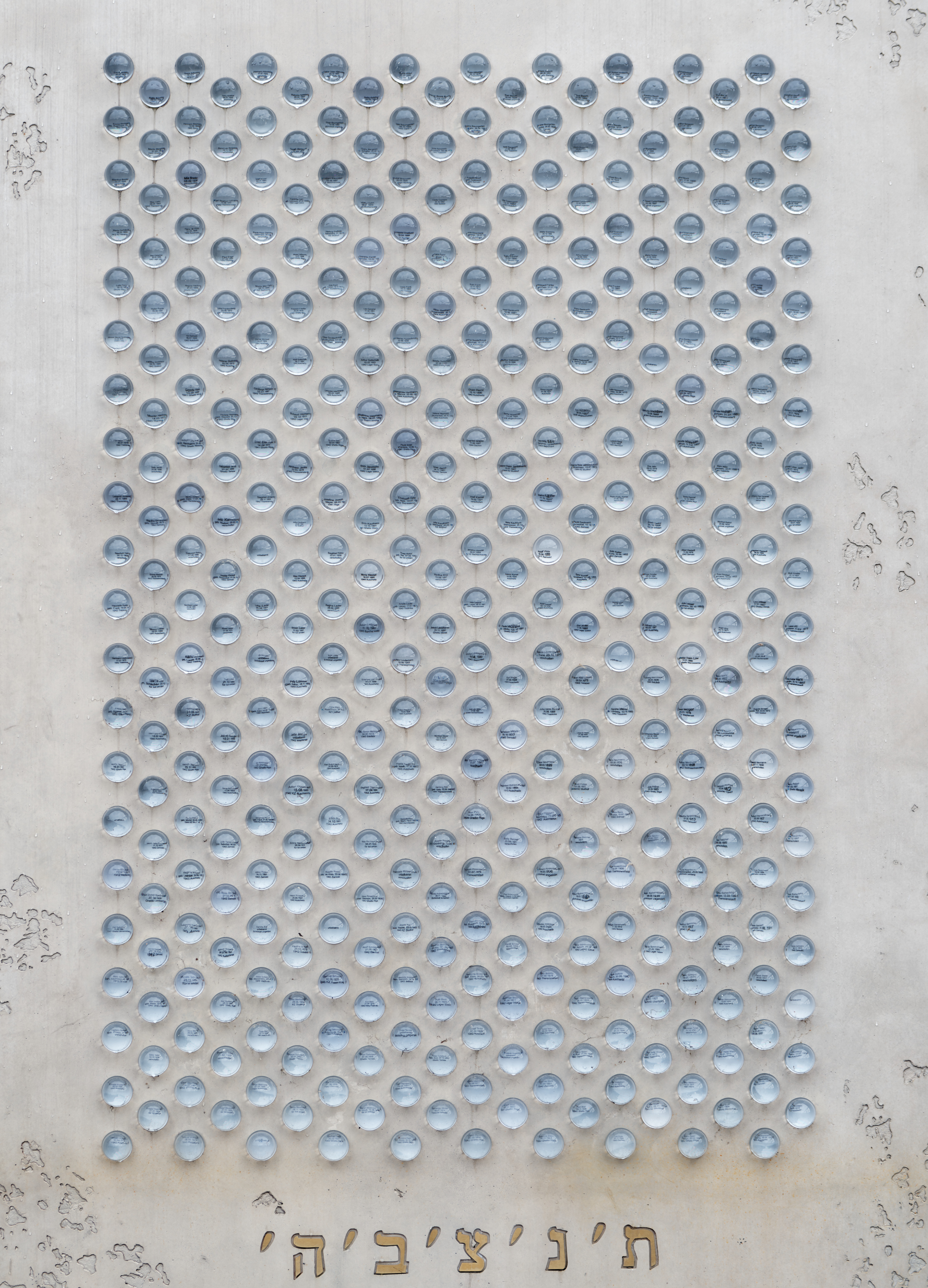
Okulare

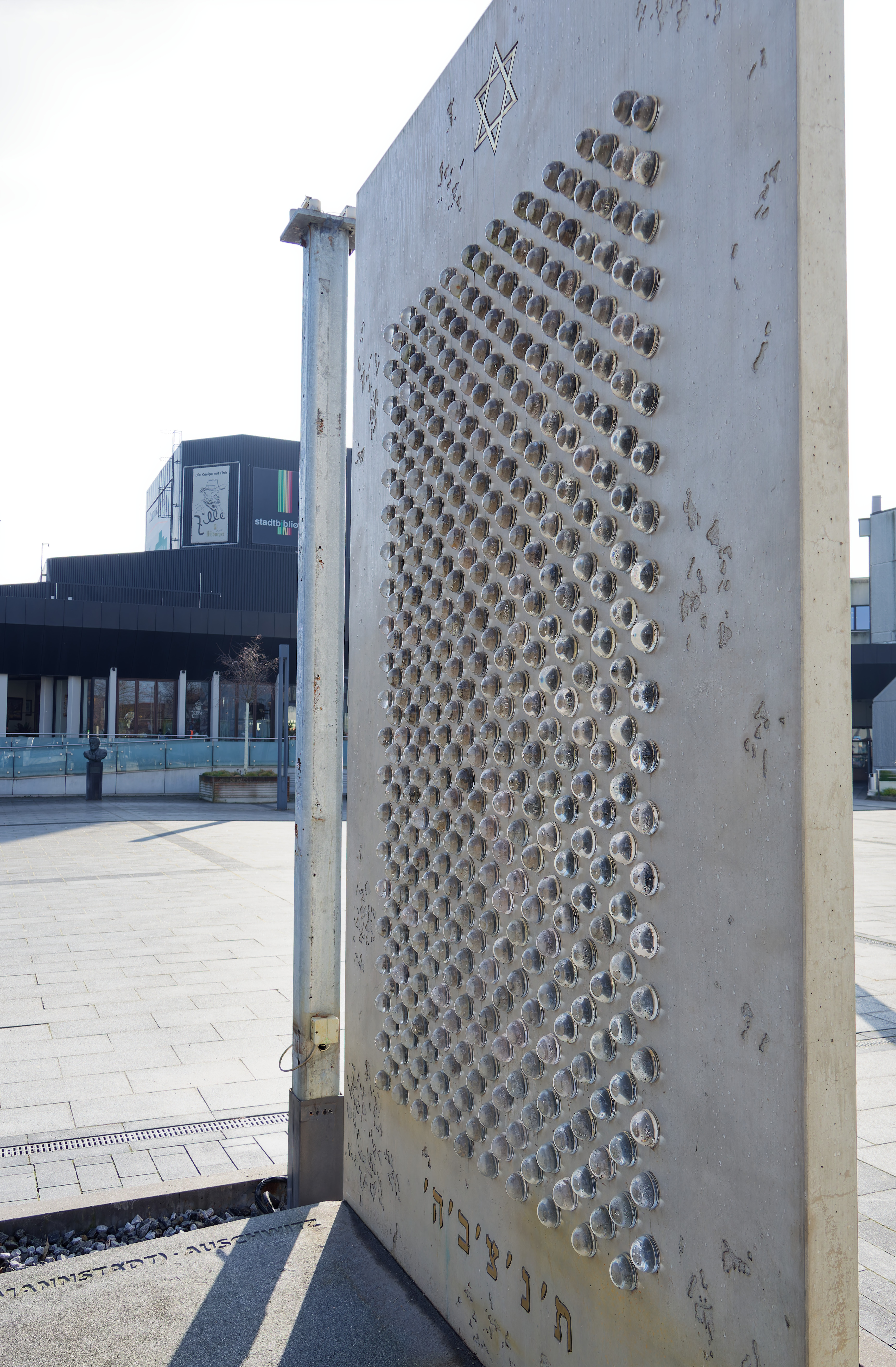
Seitliche Ansicht der Okulare

Darunter in die Platte eingelassen sind 401 in einer Manufaktur in Böhmen erstellte Okulare aus Glas mit den Namen sowie Geburts- und Todesdaten und Todesorten der namentlich bekannten Opfer aus Herne und Wanne-Eickel. Auch für neun namenlose Opfer gibt es eigene Okulare. In der im Auftrag der Stadt Herne von Ralf Piorr verfassten Dokumentation heißt es: „Aus der Entfernung scheinen nur die verlorenen Buchstabenreihen der gesetzten Schrift durch das Glas. Um zu erkennen, muss man näher treten, die einzelnen Inschriften in Augenschein nehmen. Der Mensch rückt in den Mittelpunkt.“:10 „Dadurch werden die Opfer aus der Anonymität herausgehoben und in den Focus des Betrachters gerückt. Zugleich entsteht mit dem neuen Denkmal ein verbindendes Element zu den dezentralen Gedenktafeln im Stadtgebiet.“:8 Darunter steht in hebräischer Schrift eine Inschrift, wie sie sich auf zahlreichen jüdischen Grabsteinen findet: „Ihre Seelen seien eingebunden in das Bündel des Lebens!“ (תהיה נפשו/נפשה צרורה בצרור החיים, abgekürzt ת׳נ׳צ׳ב׳ה׳).

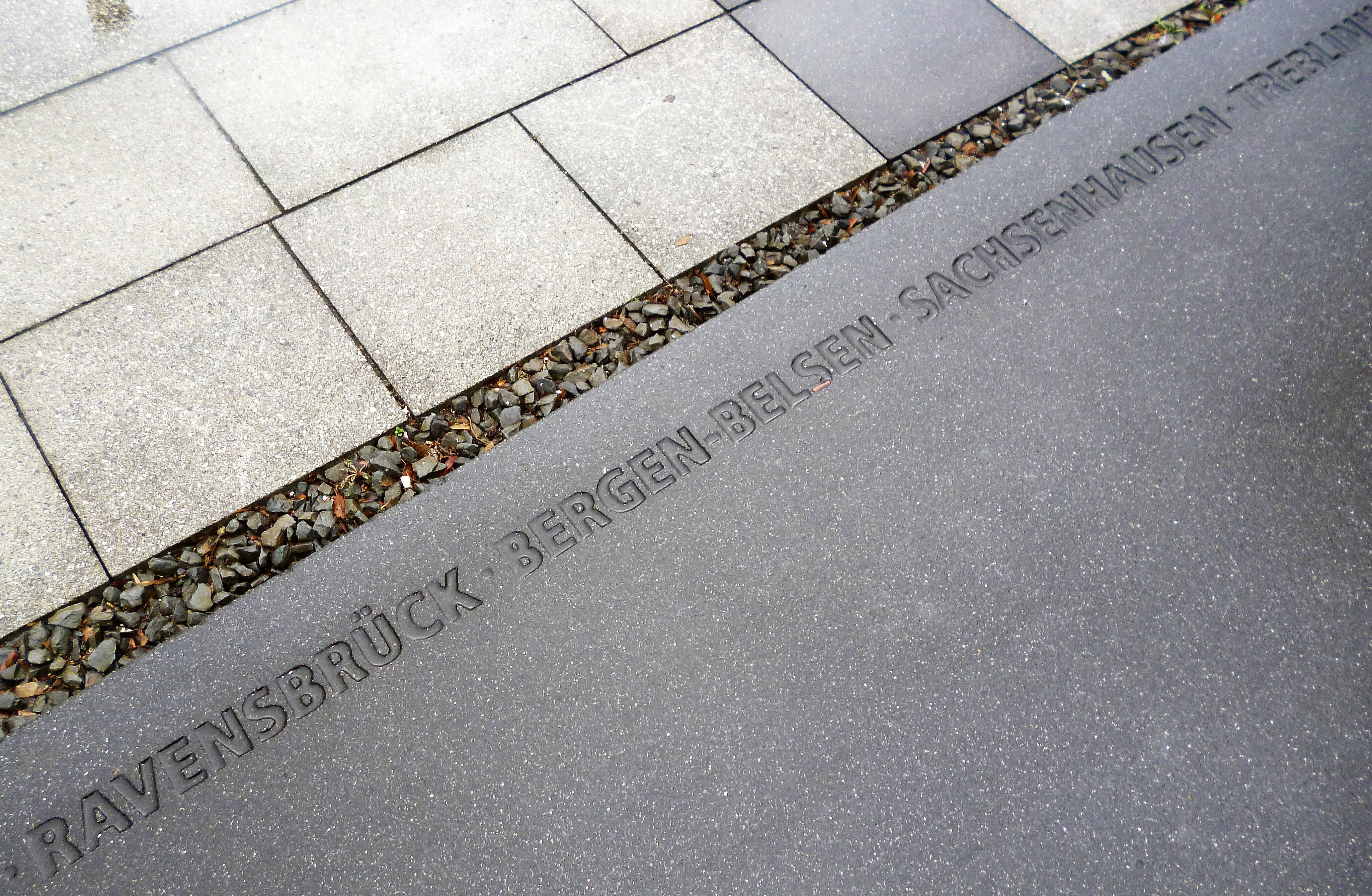
Schrift auf der Rampe des Mahnmals

Am Anfang der fünf Meter langen Rampe, die auf die Selektionsrampen in den Konzentrationslagern verweist, ist auf hebräisch und deutsch „Gedenke 1933-1945“ eingelassen, an den Längsseiten die Namen von Ghettos und verschiedenen Arbeits-, Konzentrations-, Internierungs- und Vernichtungslagern, in die die Herner und Wanne-Eickeler deportiert oder in denen sie ermordet wurden: Ghetto Riga, Riga-Jungfernhof, KZ Riga-Kaiserwald, Arbeitserziehungslager Nordmark in Kiel-Hassee, KZ Stutthof, Vernichtungslager Belzec, Ghetto Minsk, Ghetto Litzmannstadt in Łódź, Zwangsarbeitslager Trawniki, KZ Buchenwald, KZ Ravensbrück, KZ Sachsenhausen, KZ Warschau, Konzentrations- und Vernichtungslager Lublin-Majdanek, Vernichtungslager Sobibor, Ghetto Zamość, KZ Theresienstadt, Ghetto Tarnów, Ghetto Lemberg, KZ Dachau, Camp de Gurs, KZ Bergen-Belsen, KZ Auschwitz.:8,13 Im Konzept der Designer zum Mahnmal heißt es: „Den Weg zu der Gedenktafel muss der Betrachter bewusst beschreiten. Diesen dunklen Weg, dunkel wie dieser Teil unserer Geschichte, soll der Betrachter hinaufgehen. Schon allein durch das Betreten der Rampe wird er sich mit dem Denkmal auseinander setzen. Die bewusst geneigte Rampe soll den beschwerlichen Weg unserer Geschichtsaufarbeitung deutlich machen, aber auch den Weg zu einer Verneigung vor den Opfern unterstreichen“.

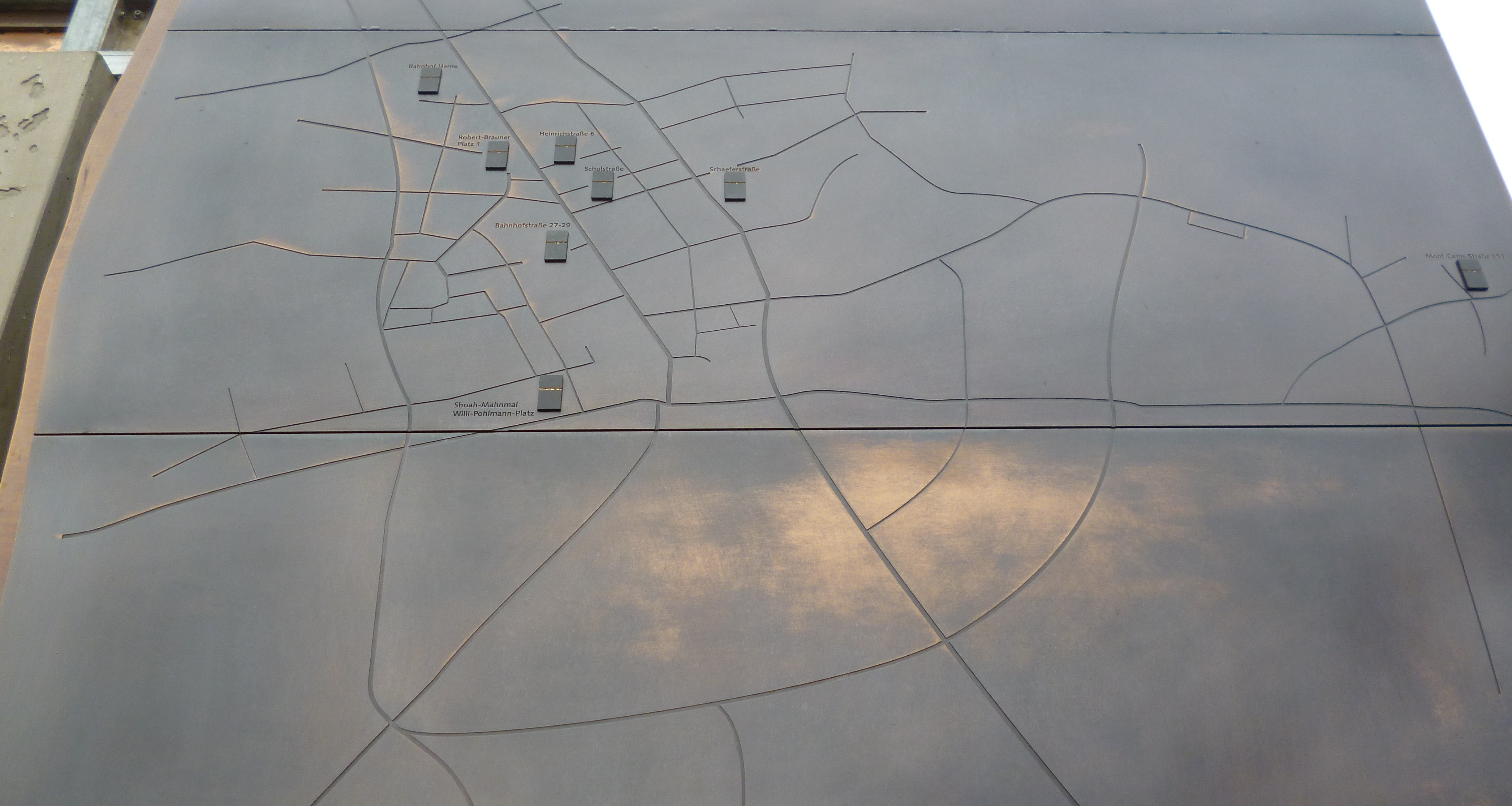
Gravuren auf dem Schutztor

Um es vor Vandalismus zu schützen, wurde das Mahnmal Anfang 2020 um ein Portalsystem aus Baubronze, das sich auf Schienen nach zwei Seiten hin öffnet, ergänzt. Die insgesamt vier Tore schützen sowohl Vorder- als auch Rückseite des Mahnmals. Einbezogen in die Pläne waren auch die Schöpfer des Denkmals. Die Metallplatten der Tore, auf denen Orte jüdischen Lebens im Herner Stadtplan eingraviert sind, erweitern das Mahnmal künstlerisch und inhaltlich. Seit Juni 2025 sind die Tore dauerhaft unbeweglich links und rechts des Mahnmals montiert; der Schutz erfolgt seitdem über eine Videoüberwachung.

### Erinnerungsorte
Das Denkmal ist Teil des städtischen Konzeptes zur Erinnerungskultur und bildet, anders als in einigen Nachbarstädten durch die Verlegung von Stolpersteinen, zusammen mit den über die Stadt verteilten Gedenktafeln zur Geschichte des jüdischen Lebens in Herne und Wanne-Eickel den zentralen Punkt der „Erinnerungsorte zum Gedenken an die Opfer der Shoah aus Herne und Wanne-Eickel“.:17 Neben dem Mahnmal wurde eine Gedenktafel mit einem erklärenden Begleittext und den Namen der Opfer der Verfolgung durch den Nationalsozialismus aufgestellt. Die Tafel trägt als „Logo“ einen bronzenen Beschlag und die Zeilen „Nahtstellen, fühlbar, hier“ (aus einem Gedicht Paul Celans), das alle Tafeln inhaltlich und grafisch verbindet.:8,14
Von 2004 bis 2008 wurden mit dem gleichnamigen Projekt „Nahtstellen, fühlbar, hier…“ bereits zehn dezentrale von Herner Schülergruppen gestaltete Gedenktafeln, die beispielhafte Einzelschicksale behandeln, aufgestellt::17
- Erinnerungstafel am Robert-Brauner-Platz 1 zum Kaufmann und Vorsitzenden der jüdischen Gemeinde, Moritz Gans, gestaltet durch Schüler der Klasse 13 des Otto-Hahn-Gymnasiums[1]:20–21
- Erinnerungstafel an der Bahnhofstraße 27–29 zu Martha und Oskar Schiffmann und Sally und Frieda Neugarten, Inhaber des Kaufhauses Gebrüder Rindskopf, gestaltet durch Schüler des Haranni-Gymnasiums[1]:22–23
- Erinnerungstafel in der Schulstraße zur ehemaligen jüdischen Volksschule, gestaltet durch Schüler des Geschichtskurses der Jahrgangsstufe 13 des Pestalozzi-Gymnasiums[1]:24–25
- Erinnerungstafel am Bahnhof Herne zu den Kindertransporten, gestaltet durch Schüler der Erich-Fried-Gesamtschule[1]:26–27
- Erinnerungstafel in der Schaeferstraße zur Synagoge Herne, gestaltet durch die AG des Christlichen Vereins junger Menschen (CVJM) Herne[1]:28–29
- Erinnerungstafel an der Hauptstraße 234 zur Familie Nussbaum, gestaltet durch Schüler der Gesamtschule Wanne[1]:30–31
- Erinnerungstafel an der Langekampstraße 48 zur Synagoge Wanne-Eickel, gestaltet durch Oberstufenschüler der Gesamtschule Wanne[1]:32–33
- Erinnerungstafel auf der Hauptstraße zur Geschichte jüdischer Geschäftsleute, gestaltet durch Schüler der Jahrgangsstufe 13 des Gymnasiums Wanne[1]:34–35
- Erinnerungstafel am Eickeler Markt 6 zum Kaufmann und Vorsitzenden der jüdischen Gemeinde Eickel, Sally Baum, gestaltet durch Schüler des Gymnasiums Eickel[1]:36–37
- Erinnerungstafel an der Edmund-Weber-Straße 173 zur Familie Kaufmann, gestaltet durch Schüler der Erich-Fried-Gesamtschule[1]:38–39

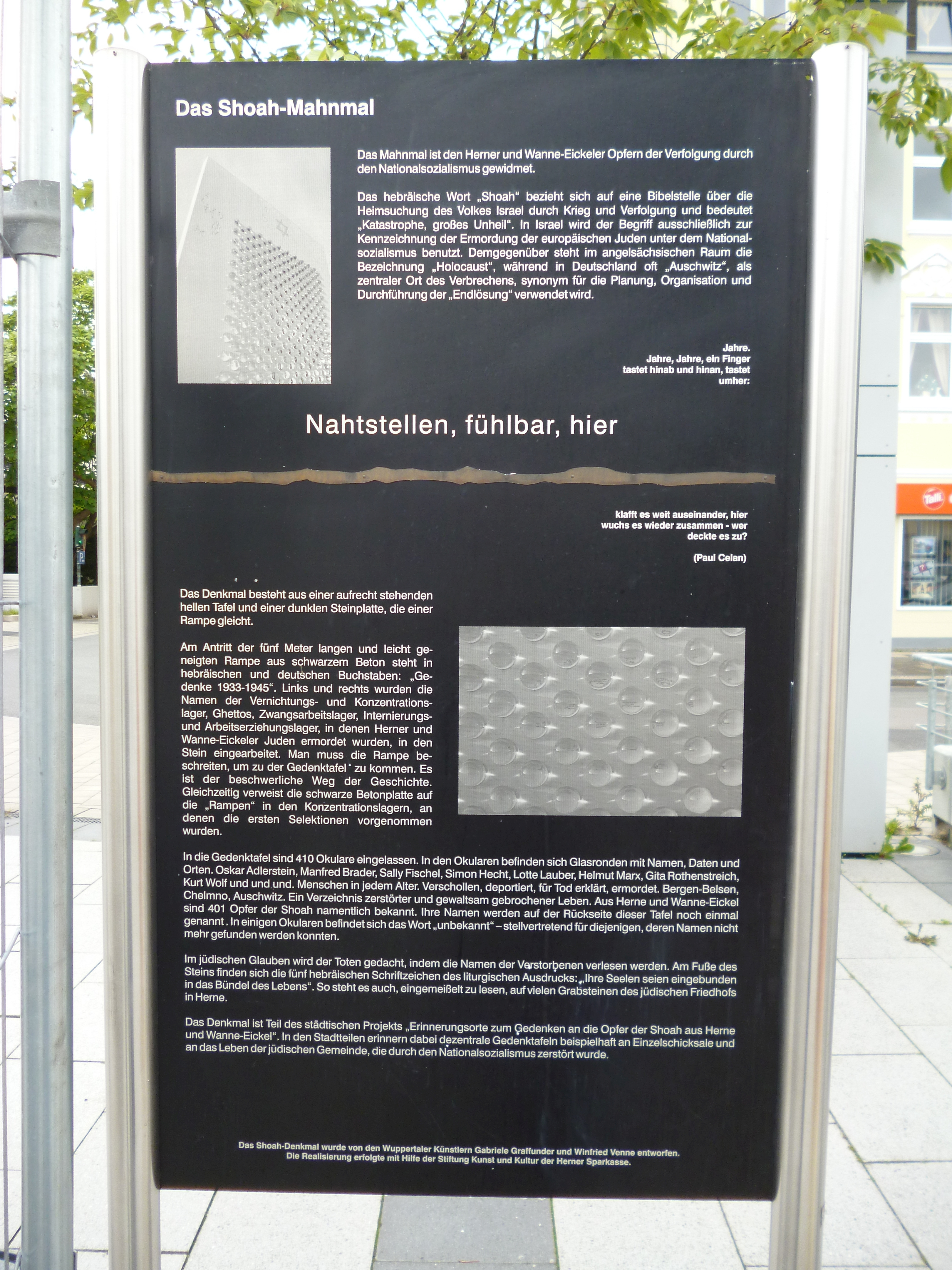
Begleittext auf der Tafel zum Mahnmal
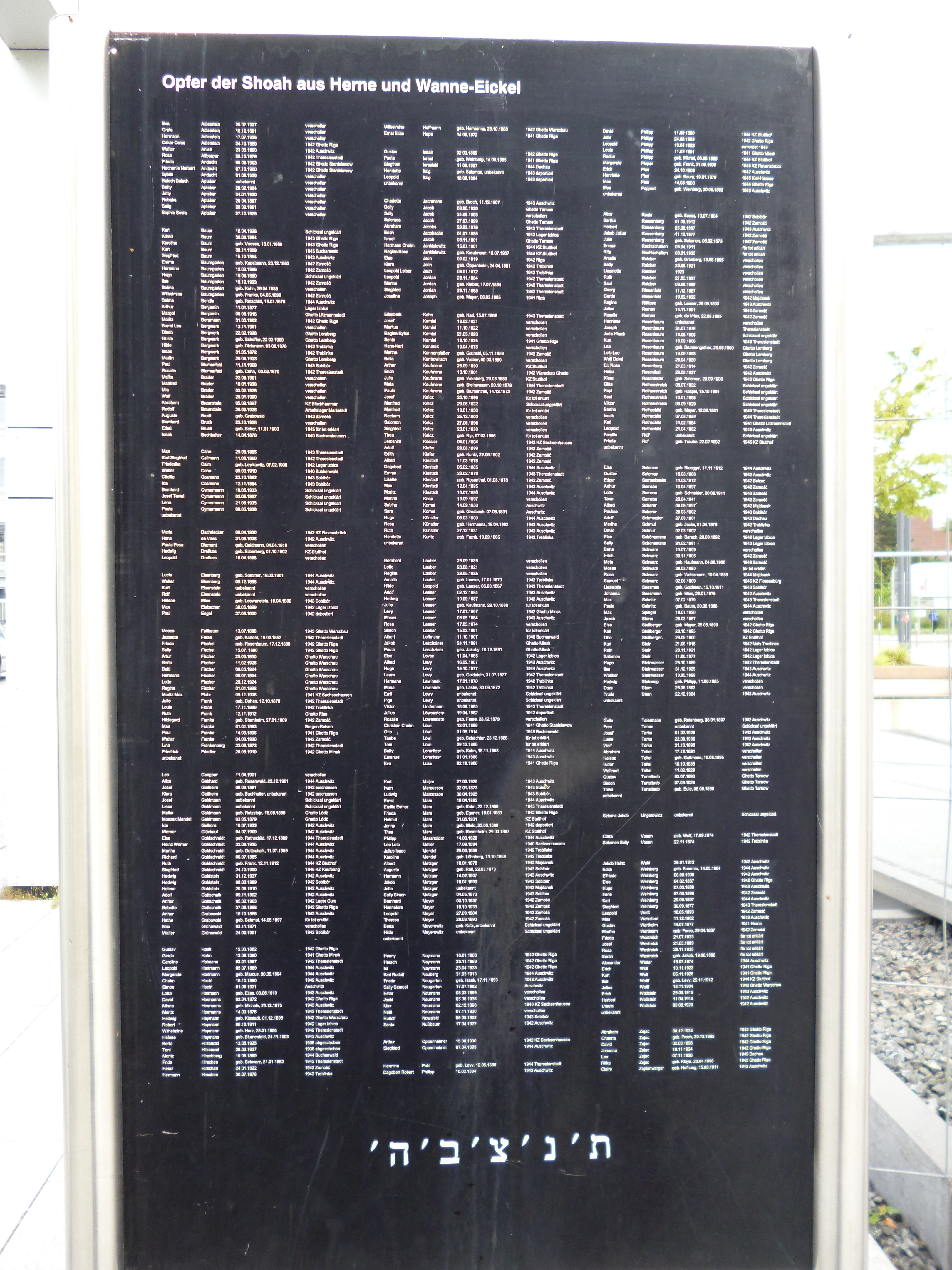
Namen und Daten auf der Tafel zum Mahnmal
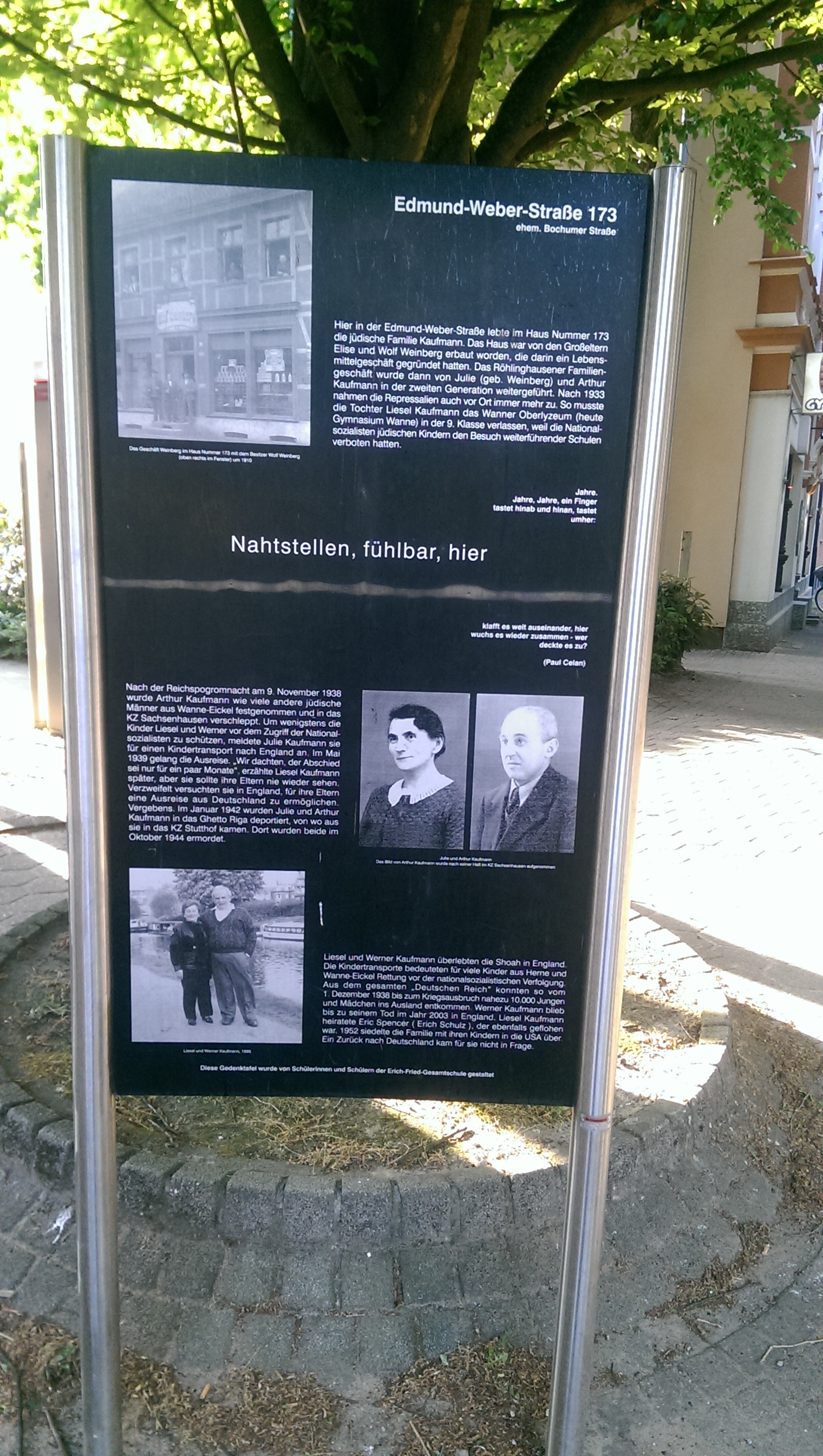
Edmund-Weber-Straße
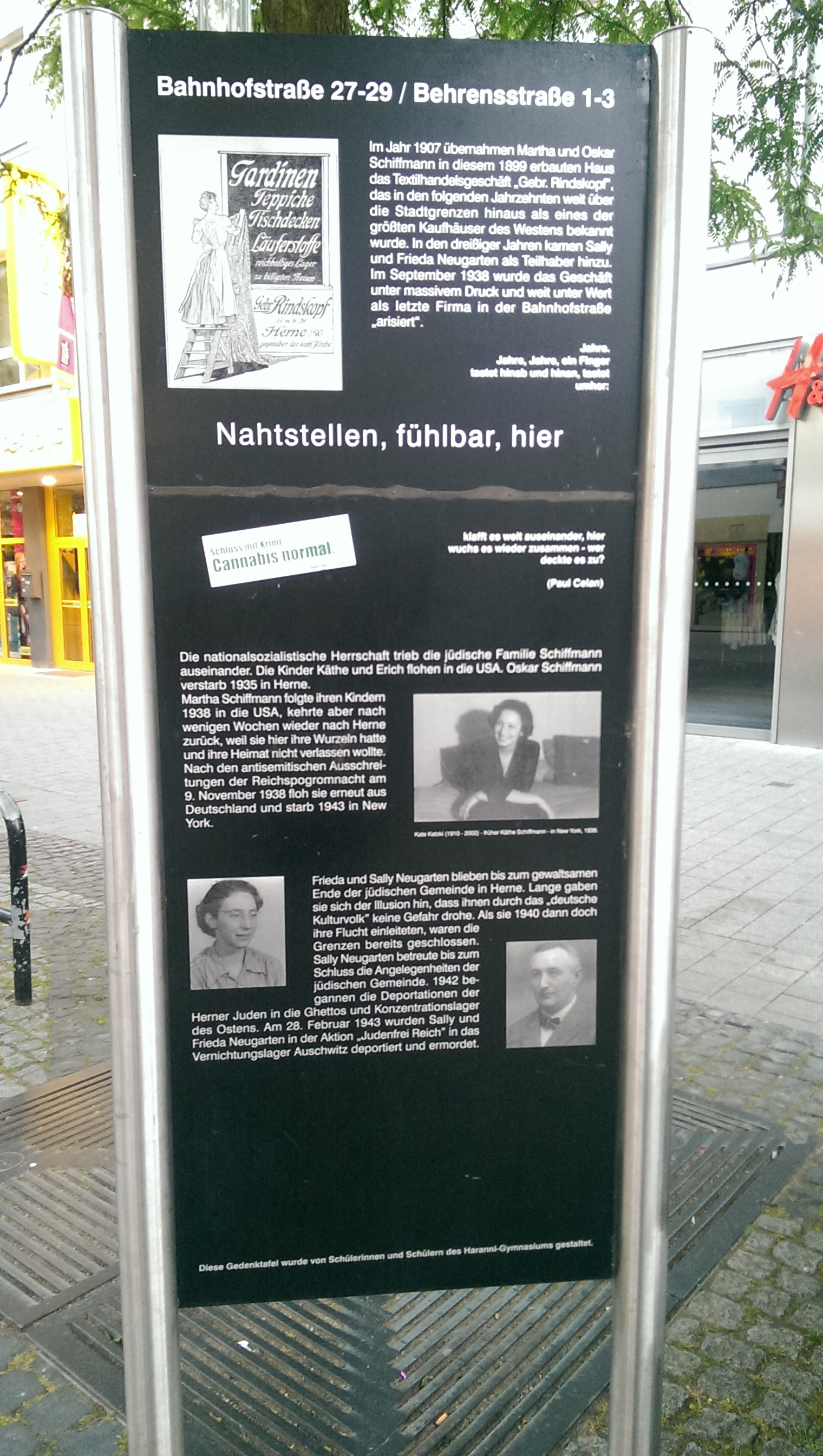
Bahnhofstraße
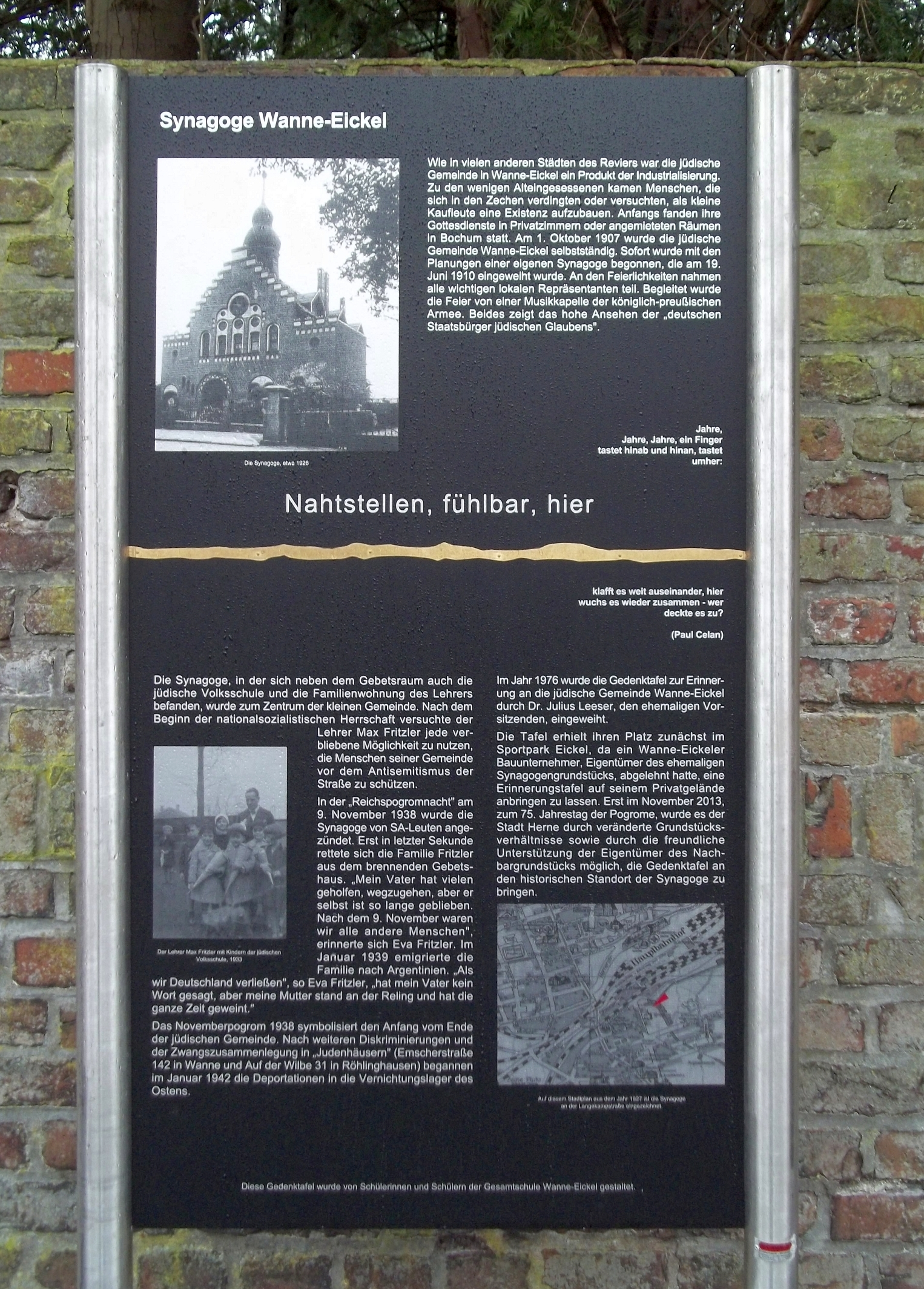
Langekampstraße
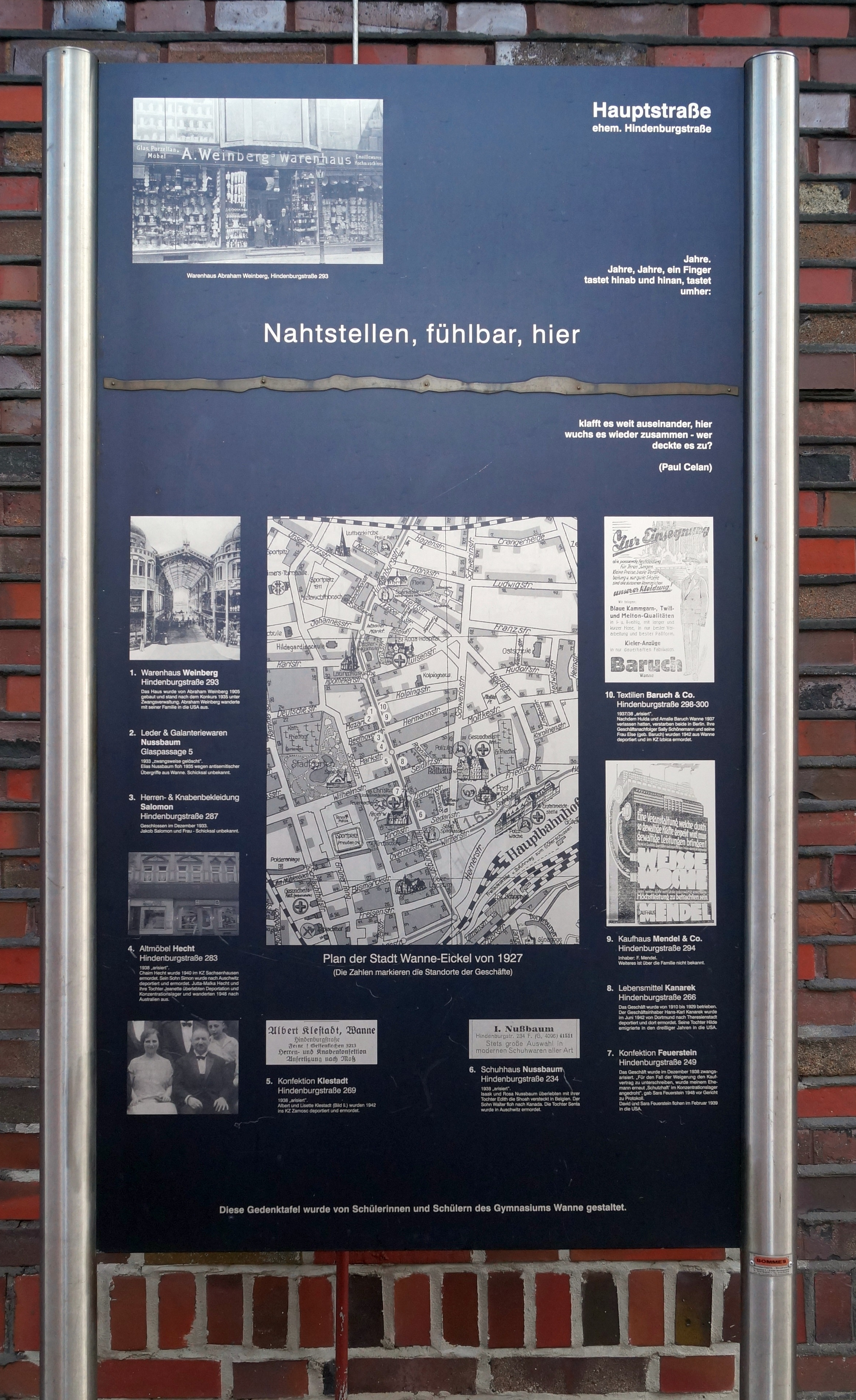
Hauptstraße
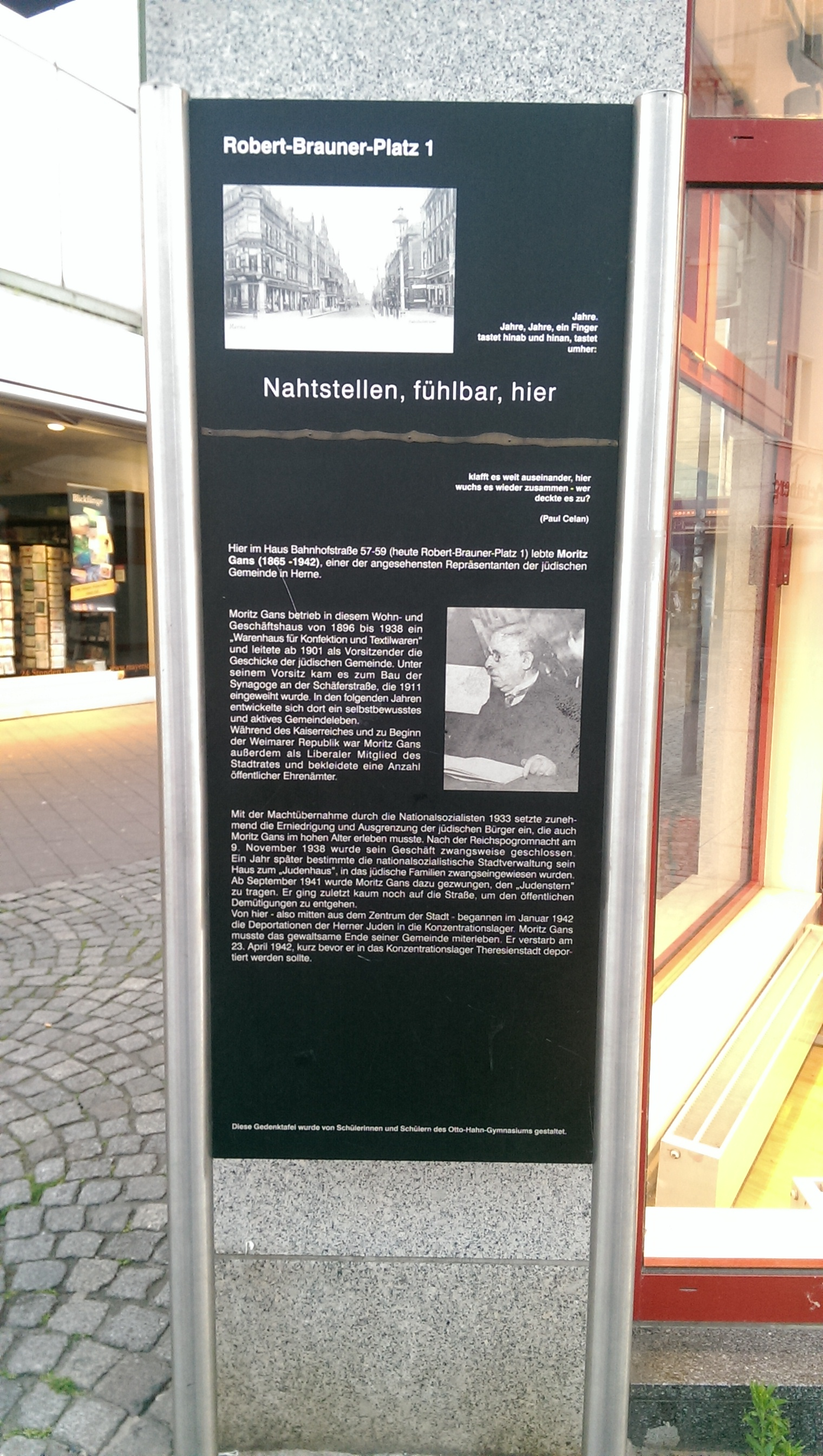
Robert-Brauner-Platz
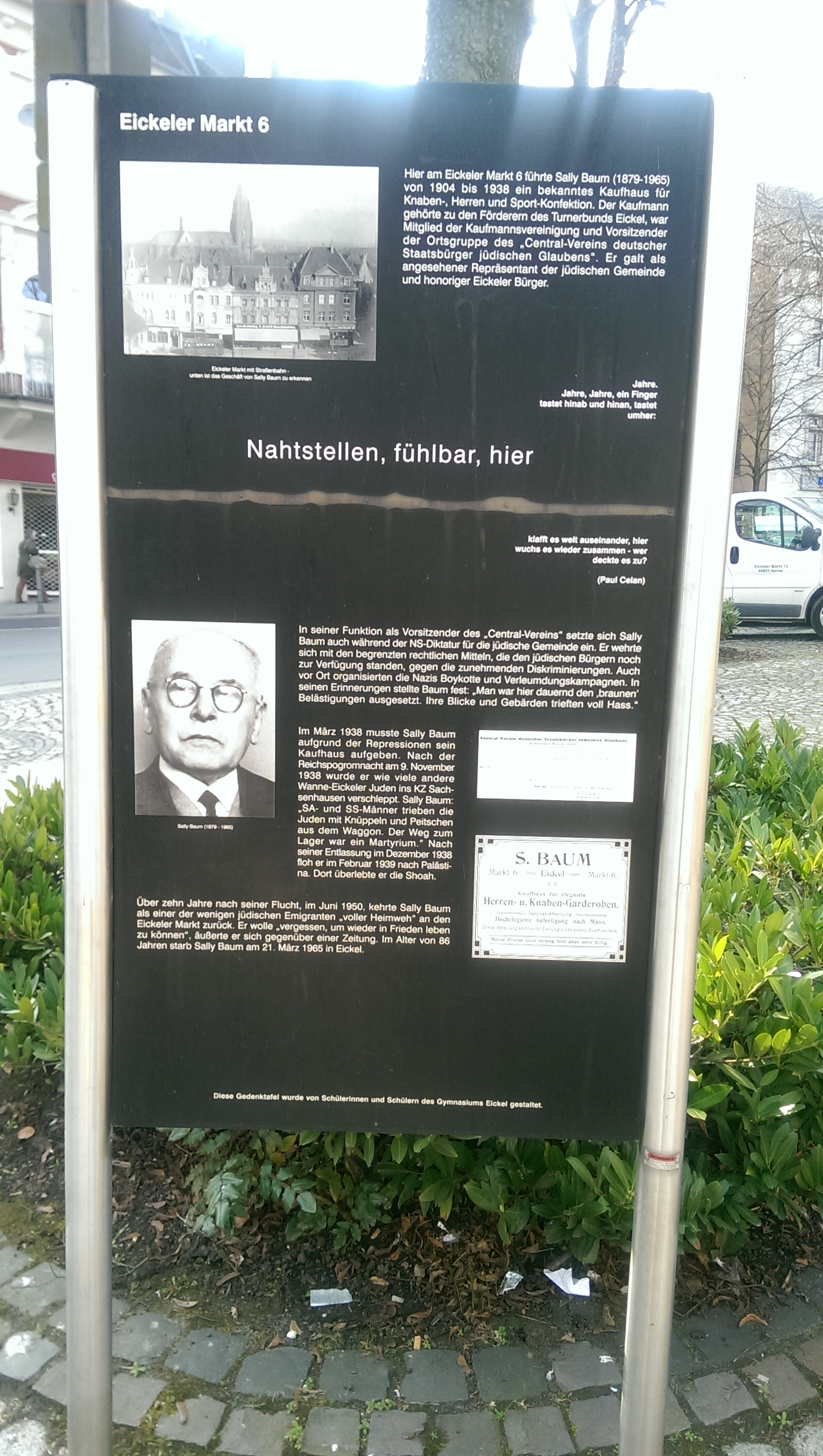
Eickeler Markt

2019 wurden die Erinnerungsorte um zwei weitere durch Schülerinnen und Schüler des Gymnasiums Eickel sowie der Mont-Cenis-Gesamtschule gestaltete Tafeln an der Heinrichstraße für die Familie Wertheim und auf dem Platz Mont-Cenis-Straße/Ecke Kantstraße für die Familie Frank ergänzt.
Anlässlich des Tages des Gedenkens an die Opfer des Nationalsozialismus 2021 beauftragte die Stadt Herne in Zusammenarbeit mit dem Emschertal-Museum einen Kurzfilm zur lokalen Erinnerungskultur, der von der Website der Stadt abgerufen werden kann. Zusätzlich leiten QR-Codes auf den Gedenktafeln am Shoah-Mahnmal und auf der Bahnhofstraße zum Gedenkfilm. Neben Erinnerungen von Holocaust-Überlebenden aus Herne stellt Ralf Piorr darin das Erinnerungsprojekt „Nahtstellen, fühlbar, hier“ vor.

### Vandalismus

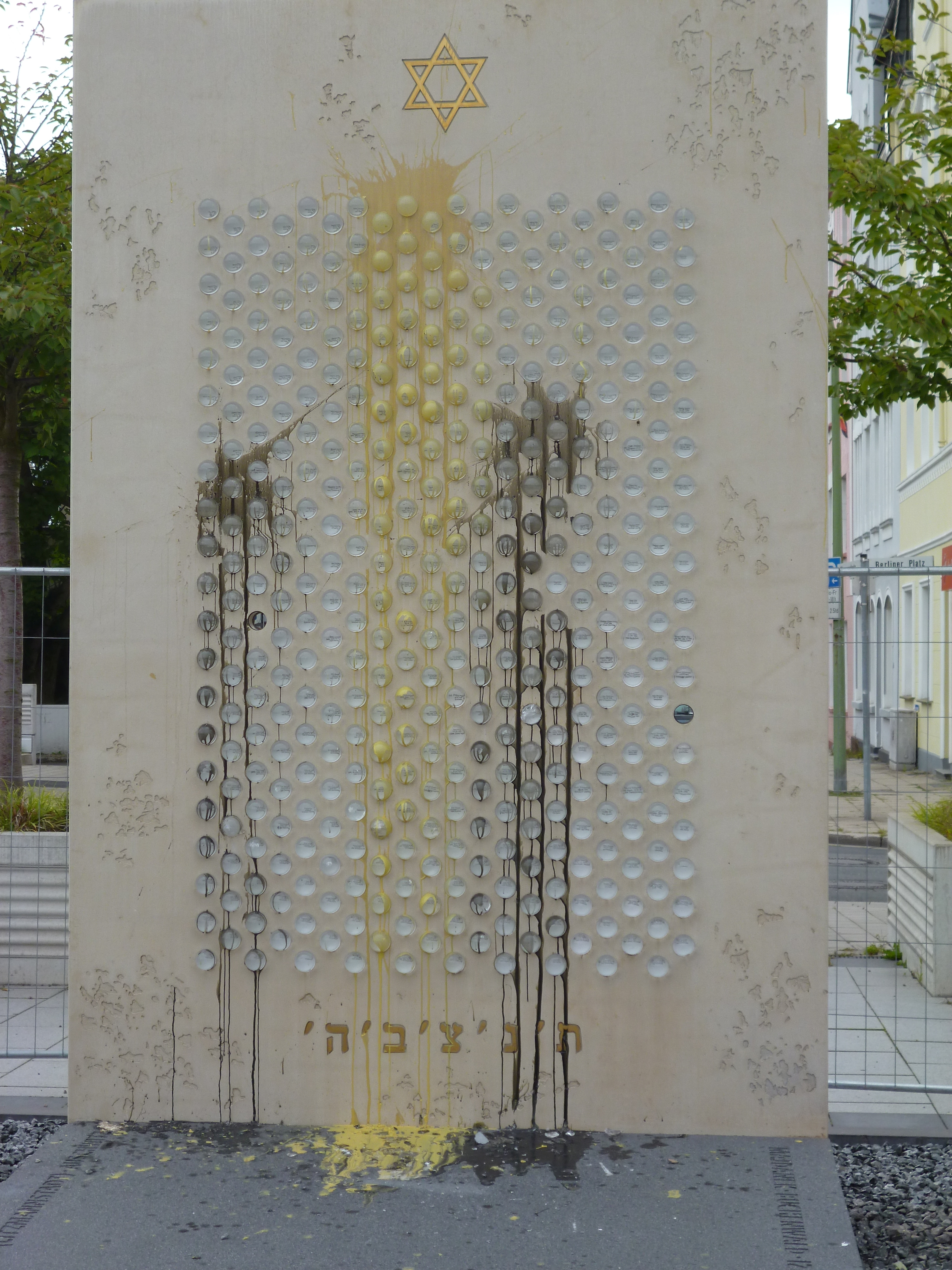
August 2014
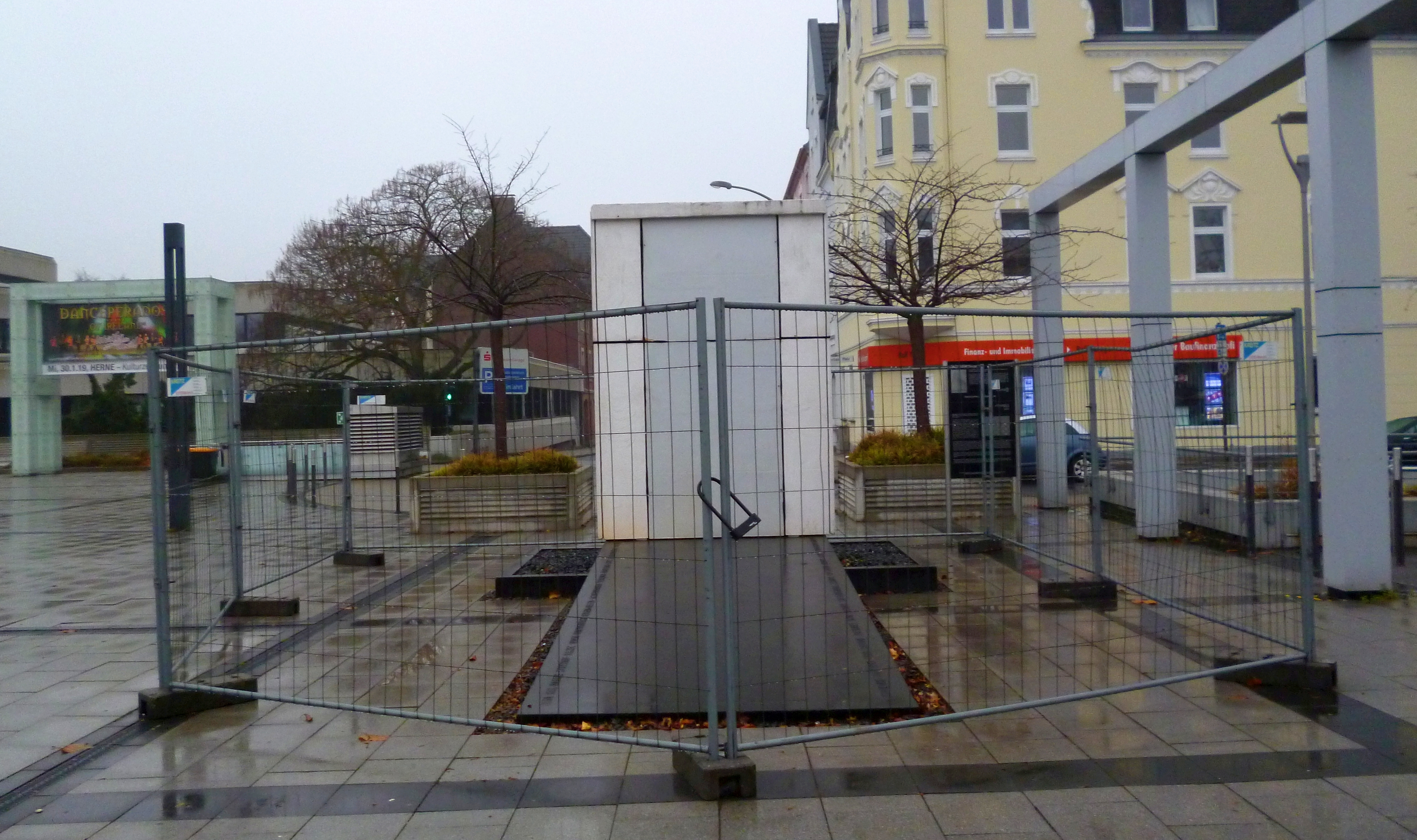
November 2018

Das Mahnmal wurde mehrfach beschädigt. Am 27. Juni 2011 wurden einige der gläsernen Okulare zerstört, neben weiteren Beschädigungen auf dem Willi-Pohlmann-Platz. Die Täter konnten nicht ermittelt werden. Von Februar bis Juli 2014 wurde das Mahnmal mehrmals beschädigt: zwei der Okulare wurden Mitte Februar 2014 zerstört, am 23. Februar 2014 wurde die Rampe bekritzelt und Rampe, Steinplatte und Okulare mit brauner und weißer Farbe beschmiert und im März 2014 beschmierten Unbekannte die Steinplatte und die Rampe des Denkmals mit einer dicken schwarzen Farbe. Daraufhin ließ die Verwaltung die Erinnerungsstätte mit einem Bauzaun einzäunen. Das auf Anzeige der Stadt eingeleitete Ermittlungsverfahren wurde ergebnislos eingestellt. In der Nacht vom 23. auf den 24. Juli 2014 warfen Unbekannte einen der Betonstandfüße des Bauzauns auf das Denkmal und zerstörten zwölf der Okulare.  Im Juli 2020 wurde eine der rückwärtigen Bronzeplatten besprüht.

### Schutzmaßnahmen

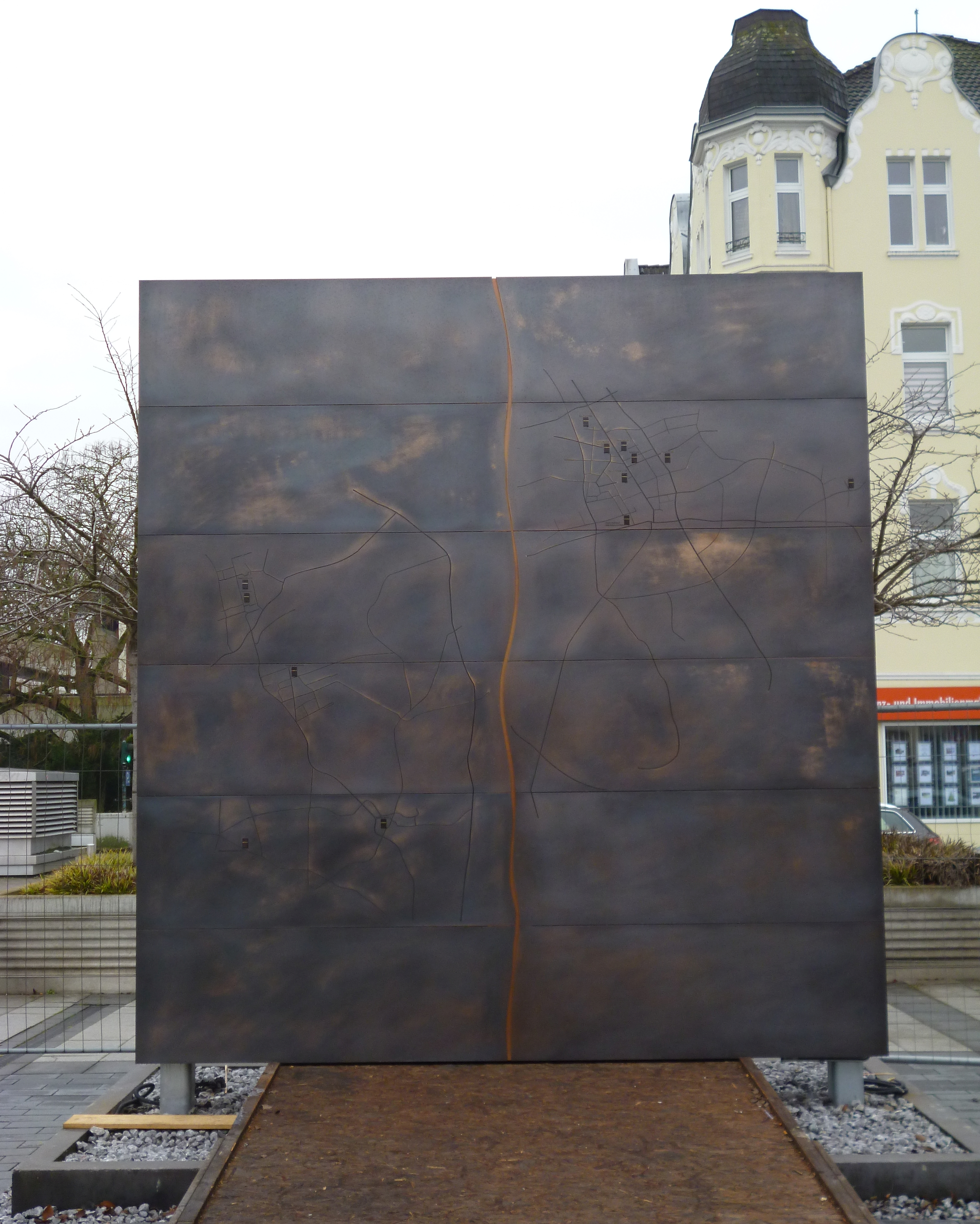
Mahnmal mit geschlossenem Portal, 5. Januar 2020

Am 27. Oktober 2014 ließ die Verwaltung das Mahnmal aus Schutzgründen komplett verhüllen. Nur zu Veranstaltungen am Tag des Gedenkens an die Opfer des Nationalsozialismus und Gedenkveranstaltungen anlässlich der Novemberpogrome 1938 wurde das restaurierte Mahnmal temporär enthüllt. Ein im März 2015 gefasster Beschluss des Rates, einen Teil des Mahnmals durch Bau einer begehbaren Schutzhülle aus Glas zu sichern, wurde im Juni 2016 verworfen.
Im Februar 2017 sprach sich die Stadtverwaltung für eine 235.000 € teure Schutzvorrichtung in Form eines Bronze-Tores aus, das morgens geöffnet und abends geschlossen werden sollte. Die Realisierung verzögerte sich mehrfach. Im Januar 2020 wurden die zweiflügeligen Tore installiert, waren wegen technischer und statischer Schwierigkeiten aber dauerhaft geschlossen. Nur am 27. Januar am Tag des Gedenkens an die Opfer des Nationalsozialismus wurden zwei Tore auf der Vorderseite des Mahnmals geöffnet. Anfang 2024 beschloss der Rat der Stadt Herne eine Öffnung und Videoüberwachung des Mahnmals. Dazu wurden im Mai 2025 die Tore als Bestandteil des Mahnmals links und rechts fest an einer Stahlkonstruktion montiert.

## Schriften
- Ralf Piorr: Erinnerungsorte - Shoah-Denkmal. Zum Gedenken an die Opfer der Shoah aus Herne und Wanne-Eickel - Eine Dokumentation von Ralf Piorr im Auftrag der Stadt Herne. (PDF; 2,6 MB) Hrsg. Stadt Herne, Der Oberbürgermeister, Herne 2010.
- Ralf Piorr: „Nahtstellen, fühlbar, hier...“. Zur Geschichte der Juden in Herne und Wanne-Eickel. Klartext Verlag, Essen 2002, ISBN 3-89861-101-9.
- Bruno Fischer: Ruhrgebiet 1933–1945: der historische Reiseführer. Ch. Links Verlag, 2009, ISBN 3-86153-552-1, S. 112.